# Амшель, Игнац
Игна́ц Амшель (венг. Amsel Ignác; 17 января 1899, Кишпешт — 18 июня 1973, по другим данным 15 июля 1974, Рио-де-Жанейро) — венгерский футболист, вратарь. Первый венгерский голкипер, отразивший пенальти в международной игре. После завершения игровой карьеры работал тренером в Бразилии.

## Карьера
Игнац Амшель родился в еврейской семье. Он начал карьеру в клубе «Кишпешт» в 1919 году. Оттуда в 1921 году Амшель перешёл в «Бекешчабу». Годом позже футболист стал игроком «Ференцвароша». 21 мая Игнац дебютировал в составе команды в товарищеской игре с «Рапидом» (2:0). 4 июня он сыграл в первом официальном матче за «Ференцварош», в котором тот обыграл со счётом 4:0 «Керюлети». В первом же сезоне Амшель выиграл Кубок Венгрии. В 1925 году голкипер уехал в Италию, став игроком «Анконитану». Там игрок провёл два сезона. В 1927 году Амшель возвратился в «Ференцварош». С клубом он выиграл три Кубка Венгрии, три чемпионата страны и Кубок Митропы. Всего футболист играл в составе команды до 1933 года, проведя 324 матча. Последнюю встречу в составе «Ференцвароша» Амшель сыграл 5 марта 1933 года против «Бочкаи» (3:1).
В составе сборной Венгрии Амшель дебютировал 18 декабря 1921 года в матче с командой Польши (1:0), в котором после перерыва заменил Карой Жака. 6 мая 1923 года во встрече с Австрией (0:1) он отразил пенальти от Фердинанда Сватоша, став первым венгерским голкипером, который смог это сделать в международной игре. 22 марта 1931 года Игнац сыграл последний матч за сборную Венгрии против Чехословакии (3:3). А всего в составе национальной команды провёл 9 игр, пропустив 24 гола.
Завершив игровую карьеру, Амшель стал работать тренером. Он в 1934 году тренировал клуб «Векерлетепи». А затем трудился в молодёжном составе «Ференцвароша». В 1938 году он даже провёл несколько игр в качества тренера первой команды. 28 февраля 1939 года Игнац уехал в Бразилию, подписав контракт с клубом «Сан-Паулу». 28 мая команда под его руководством провела первую встречу, обыграв «Ипирангу» (4:3). Однако последующие выступления были крайне неудачными, в частности у «Сан-Паулу» даже была серия из четырёх поражений подряд. 16 сентября, после поражения от клуба «Португеза Деспортос», венгерский наставник был уволен. Под его руководством команда провела 15 матчей, в которых проиграла восемь раз одну встречу вела вничью и шесть выиграла. В 1945 году Амшель недолго проработал главным тренером «Атлетико Минейро». Клуб под его руководством провёл 10 матчей, из которых выиграл 4 встречи и шесть проиграл.

## Международная статистика
| Матчи Игнаца Амшеля за сборную Венгрии | Матчи Игнаца Амшеля за сборную Венгрии | Матчи Игнаца Амшеля за сборную Венгрии | Матчи Игнаца Амшеля за сборную Венгрии | Матчи Игнаца Амшеля за сборную Венгрии | Матчи Игнаца Амшеля за сборную Венгрии | Матчи Игнаца Амшеля за сборную Венгрии |
| -------------------------------------- | -------------------------------------- | -------------------------------------- | -------------------------------------- | -------------------------------------- | -------------------------------------- | -------------------------------------- |
| №                                      | Дата                                   | Место проведения                       | Оппонент                               | Счёт                                   | Пропущенные голы                       | Турнир                                 |
| 1                                      | 18 декабря 1921                        | Будапешт                               | Польша                                 | 1:0                                    | 0                                      | Товарищеский матч                      |
| 2                                      | 24 сентября 1922                       | Вена                                   | Австрия                                | 2:2                                    | −2                                     | Товарищеский матч                      |
| 3                                      | 6 мая 1923                             | Вена                                   | Австрия                                | 0:1                                    | −1                                     | Товарищеский матч                      |
| 4                                      | 9 октября 1927                         | Будапешт                               | Чехословакия                           | 1:2                                    | −2                                     | Товарищеский матч                      |
| 5                                      | 25 марта 1928                          | Рим                                    | Италия                                 | 3:4                                    | −4                                     | Кубок Центральной Европы               |
| 6                                      | 6 мая 1928                             | Будапешт                               | Австрия                                | 5:5                                    | −5                                     | Товарищеский матч                      |
| 7                                      | 21 сентября 1930                       | Вена                                   | Австрия                                | 3:2                                    | −2                                     | Товарищеский матч                      |
| 8                                      | 28 сентября 1930                       | Дрезден                                | Германия                               | 3:5                                    | −5                                     | Товарищеский матч                      |
| 9                                      | 22 марта 1931                          | Прага                                  | Чехословакия                           | 3:3                                    | −3                                     | Кубок Центральной Европы               |

## Достижения
- Обладатель Кубка Венгрии: 1921/1922, 1926/1927, 1927/1928, 1932/1933
- Чемпион Венгрии: 1926/1927, 1927/1928, 1931/1932
- Обладатель Кубка Митропы: 1928